# ماكس بولي
ماكس بولي (و. 1907 – 1946 م) هو ضابط من الإمبراطورية الألمانية، وجمهورية فايمار، وألمانيا النازية، ولد في فيسلبورين، كان عضوًا في الحزب النازي، كان عضوًا في شوتزشتافل، وكتيبة العاصفة، ويحمل رتبة عسكرية شتاندارتن فوهرر، توفي في هاملن، عن عمر يناهز 39 عاماً، بسبب شنق.

## الخدمة العسكرية
خدم في شوتزشتافل.